# Teatr rzymski w Aquae Segetae (Moingt)
Teatr rzymski w Aquae Segetae – starożytny teatr rzymski, znajdujący się w Moingt, części Montbrison, w departamencie Loara, w regionie Owernia-Rodan-Alpy. Od 1981 roku posiada status monument historique, w kategorii classé (zabytek o znaczeniu krajowym).

## Lokalizacja
Teatr jest zlokalizowany na terenie dawnej miejscowości Moingt (obecnie część Montbrison).

## Opis
Był to teatr na którym odbywały się przedstawienia sceniczne, jak i walki na arenie liczącej 42 metry obwodu. Scena znajduje się w północno-wschodniej części. Z budowli zachowała się głównie część północno-zachodnia z murem sięgającym 10 metrów wysokości. Mur mierzy od 1,5 do 2 metrów grubości, wykonany jest z kamienia granitowego.
Składa się z półkolistej widowni (cavea) o średnicy 80 m, opartej o wzgórze; zorientowany na wschód, aby zgodnie z zasadami Witruwiusza mieć w południe cień, według obliczeń Jeana Renauda musiał pomieścić prawie 8000 widzów. Scenę flankowały przylegające do siebie pomieszczenia.

## Historia
Aquae Segetae obecnie Moingt, to starożytne galijsko-rzymskie uzdrowisko z kilkoma zabytkami publicznymi. Uważa się, że teatr ten pochodzi z końca I w. n.e. i że ulegał przebudowom, bez znalezienia wystarczających namacalnych elementów datowania. Jean Renaud (1959–1960), oraz Olivier Blin (1995), na podstawie danych Th Rochigneux (1849), ustalili, że musiał to być „teatr mieszany” (sztuki i przedstawienia zapaśnicze).
Wykopaliska i badania archeologiczne prowadzono w XIX i końcu XX wieku.